# Patrick Lange (triatleta)
Patrick Lange (Bad Wildungen, RFA, 26 de agosto de 1986) es un deportista alemán que compite en triatlón.
Ganó una medalla en el Campeonato Europeo de Triatlón de Larga Distancia de 2021. Además, consiguió cinco medallas en el Campeonato Mundial de Ironman entre los años 2016 y 2024, y una medalla en el Campeonato Europeo de Ironman de 2018.

## Palmarés internacional
| Campeonato Europeo | Campeonato Europeo | Campeonato Europeo | Campeonato Europeo |
| Año                | Lugar              | Medalla            | Prueba             |
| ------------------ | ------------------ | ------------------ | ------------------ |
| 2021               | Roth (Alemania)    | Medalla de oro     | Individual         |

| Campeonato Mundial | Campeonato Mundial     | Campeonato Mundial | Campeonato Mundial |
| Año                | Lugar                  | Medalla            | Prueba             |
| ------------------ | ---------------------- | ------------------ | ------------------ |
| 2016               | Hawái (Estados Unidos) | Medalla de bronce  | Individual         |
| 2017               | Hawái (Estados Unidos) | Medalla de oro     | Individual         |
| 2018               | Hawái (Estados Unidos) | Medalla de oro     | Individual         |
| 2023               | Niza (Francia)         | Medalla de plata   | Individual         |
| 2024               | Hawái (Estados Unidos) | Medalla de oro     | Individual         |
| Campeonato Europeo |                        |                    |                    |
| Año                | Lugar                  | Medalla            | Prueba             |
| 2018               | Fráncfort (Alemania)   | Medalla de bronce  | Individual         |